# 화로자리 알파
화로자리 알파(α For)는 남반구 하늘의 화로자리 방향에 있는 쌍성이다. 화로자리 영역에서 유일하게 겉보기등급이 4.0보다 작은 별이며 동시에 별자리 내에서 가장 밝다. 히파르코스 계획을 통해 수집한 시차 자료에 기초하면 알파별은 태양으로부터 대략 46 광년 (14 파섹) 떨어져 있다.
알파 계는 화로자리 알파 A(공식 명칭 달림 Dalim)와 B의 두 구성원으로 이루어져 있다.

## 명칭
화로자리 알파 α Fornacis는 계를 바이어 명명법으로 지칭한 것이다. 계의 구성원 둘에 붙은 기호인 화로자리 알파 A/B는 다중성계를 표기하기 위해 워싱턴 다중성 목록(WMC)이 사용한 규칙이며 이후 국제천문연맹도 이를 도입했다. 플램스티드는 이 별을 '에리다누스자리에서 12 번째의 별'(에리다누스자리 12)로 불렀다.
아랍 지역 거주민들은 에리다누스자리 알파와 포말하우트 두 별을 모두 ظَلِيم ('알-알림', 타조)으로 불렀다. 이후 아랍 천문학자들이 해당 명칭을 에리다누스자리 세타에 붙인 것 같은데, 이는 당대 관측지역의 위도에서 상기 두 별을 볼 수 없었기 때문이다. 이후 이탈리아 천문학자 주세페 피아치는 저서 Palermo Catalogue에서 'III 13' 별(화로자리 알파)에 철자 '달림' Dalim 을 붙였다. 미국의 '잊혀진 천문학자' 일라이자 버릿은 자신의 항성목록에서 이 별에 Fornacis 명칭을 부여했다.
2017년 9월 5일 국제천문연맹 산하 항성명칭 워킹그룹(WGSN)은 달림 Dalim 을 화로자리 알파 A의 공식 명칭으로 지정했다. WGSN은 고유 명칭을 계 전체가 아닌 구성원 단위로 부여하기로 했기 때문에 상기 이름은 알파 계가 아닌 A만을 부르는 명칭이다.

## 특징
화로자리 알파 계는 고유운동 값이 크고 초과 적외선 방출이 검출되는데 이는 먼지 원반 같은 별주위 물질이 있을 가능성을 보여주는 것이다. 알파의 우주속도 요소는 (U, V, W) = (−35, +20, +30) km/s이다. 대략 지금으로부터 35만 년 전 화로자리 알파는 A형 주계열성 시계자리 누에 근접했었다. 두 항성계는 0.265 광년까지 접근했었으며 둘 다 먼지 원반을 지니고 있다.
화로자리 알파 A의 분광형은 F8 IV로 광도분류인 IV는 이 별이 주계열을 막 이탈하여 준거성으로 진화했음을 뜻한다. 알파 A의 질량은 태양보다 33% 크며 나이는 약 29억 년으로 측정된다.
동반성 화로자리 알파 B는 청색 낙오성으로 보이는데 과거에 '세 번째 항성'으로부터 공급받은 물질이 축적되어 있다.(혹은 이 세 번째 항성과 합쳐졌을 수도 있다.) B는 강력한 엑스선원이며 질량은 태양의 78% 수준이다.